# Melanoseps longicauda
Espèce
Synonymes
- Melanoseps ater var. longicauda Tornier, 1900

Melanoseps longicauda est une espèce de sauriens de la famille des Scincidae.

## Répartition
Cette espèce est endémique du Nord-Est de la Tanzanie.

## Publication originale
- Tornier, 1900 : Neue Liste der Crocodilen, Schildkröten und Eidechsen Deutsch-Ost-Afrikas. Zoologische Jahrbücher Abteilung für Systematik, Geographie und Biologie der Tiere, Jena, vol. 13, p. 579-681 (texte intégral).